# Accidente aéreo de Santa Ana
El accidente aéreo de Santa Ana ocurrió el 24 de julio de 1938 durante una ceremonia militar en el Campo de Marte de Santa Ana (actualmente el Cantón Norte en Usaquén, Bogotá), Colombia. Durante la muestra, un avión Hawk II F11C de la Fuerza Aérea Colombiana, al mando del piloto César Abadía, que realizaba una acrobacia, perdió el control y se estrelló contra la tribuna. 61 personas, entre civiles y militares murieron, y más de cien resultaron heridas.
En la tribuna, a la que asistían más de 500 invitados, se encontraban el saliente presidente colombiano, Alfonso López Pumarejo, y el electo, Eduardo Santos, quienes resultaron ilesos. Entre los heridos se encontraba Misael Pastrana Borrero, presidente de Colombia en el periodo 1970-1974, quien sufrió heridas de gravedad y quemaduras en el rostro. Fallecieron también dos hermanas del político Julio César Turbay.
La hélice del avión se abrió paso entre la multitud, cortando las cabezas, brazos, y piernas de varios espectadores que huían de la llamarada. Muchas de las víctimas eran niños, y gente que fue pisoteada por la multitud en pánico. Seis meses antes del accidente, el Teniente Abadía había sido suspendido por tomar riesgos excesivos.

## Referencias en la literatura

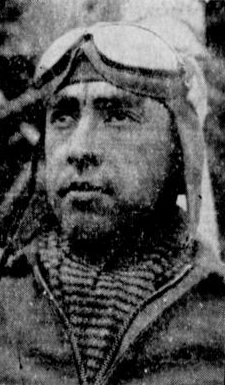
El teniente César Abadía, piloto del avión accidentado.